# Langues kalapuyanes
Les langues kalapuyanes sont une petite famille de langues amérindiennes parlées aux États-Unis, le long de la rivière Willamette dans l'ouest de l'Oregon. Ces langues sont éteintes.

## Classification des langues kalapuyanes

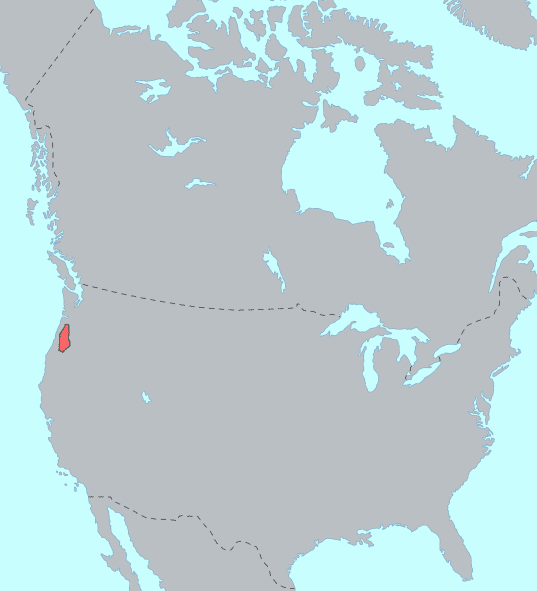
Localisation des langues kalapuyanes avant le contact avec les Européens

Edward Sapir les a incluses dans son hypothèse des langues pénutiennes, au sein du sous-groupe des langues pénutiennes de l'Oregon, conjointement avec le takelma.

## Liste des langues
- Kalapuya du Nord
- Kalapuya central
- Kalapuya du Sud